# 大塚健一郎
大塚 健一郎（おおつか けんいちろう、1977年10月14日 - ）は、日本の競輪選手。日本競輪学校第82期卒業。日本競輪選手会大分支部に所属。師匠は山田文俊（引退・第31期生）。ホームバンクは別府競輪場。

## 経歴
大分県杵築市出身。
大分県立日出暘谷高等学校在学中から自転車競技を行い、卒業後は日本競輪学校に第82期生として入学する。同期には荒井崇博、兵藤一也らがいる。在校成績4位で卒業すると1999年4月11日に別府競輪場でデビューし同日初勝利を挙げる。
以降は同県の先輩である小野俊之と共に大分の強豪としての名を上げていき、年に一度ほどGI・GIIの決勝に出走するほどの実力を発揮し続けた。
2010年には全日本選抜競輪（宇都宮競輪場）の決勝5着とオールスター競輪（いわき平競輪場）の決勝7着により、同年12月5日時点における賞金獲得額ランキング上位となったことから、同年12月27日より適用される2011年のS級S班選手に選出された。
2011年はSSシリーズ風光る（松戸競輪場）の決勝は3着だった。寬仁親王牌・世界選手権記念トーナメント（弥彦競輪場）は落車再乗し、8着だった。
2013年は第55回朝日新聞社杯競輪祭（小倉競輪場）の決勝は3着だった。
2014年は高松宮記念杯競輪（宇都宮競輪場）の決勝は2着である。
2019年2月に別府での史上初GI開催となった全日本選抜競輪は地元から唯一人参加。二次予選7着で敗退するも最終日に1着をとり、勝利者インタビューでは感極まりながら「ここからまた、マーク道を進んでいきたい」と語った。
2022年上半期からS級2班に降格だが、当年の下半期にS級1班に昇格。

## 競走スタイル
かつては自力での競走を行なっていたが、現在は追込に徹している。しかし目標が無い時には鋭い捲りも放つ。マーク型としてソツのない動きをするが、混戦を切り抜けるための横の動きや、最後の直線での伸びには目を見張るものがある。
安易には3番手は回らず番手戦を基本としていた時期もあった。